# Arrondissement Mülheim am Rhein
Das Arrondissement Mülheim war eine Verwaltungseinheit im Großherzogtum Berg unter französischer Herrschaft zwischen den Jahren 1806 und 1813.

## Lage und Beschreibung
Nachdem am 15. März 1806 das Herzogtum Berg an Napoleon Bonaparte gefallen war, wurde im gleichen Jahr das Großherzogtum Berg gebildet. Bald nach der Übernahme begann die französische Verwaltung Verwaltungsstrukturen nach französischem Vorbild einzuführen. Sie sah die Schaffung von Départements, Arrondissements, Kantone und Munizipalitäten (ab Ende 1808 Mairies genannt) vor und brach mit den alten Adelsvorrechten in der Kommunalverwaltung. In diesem Zug wurde das Arrondissement (Bezirk) Mülheim im Département Rhein geschaffen.
Das Arrondissement umfasste im Wesentlichen das Gebiet des bergischen Amts Porz sowie der Kirchspiele Overath  und Lindlar aus dem Amt Steinbach sowie Teile des Amts Löwenburg, des Amts Blankenberg, des Amts Lülsdorf sowie der Herrlichkeit Vilich.

## Unterteilung
Das Arrondissement war nach französischem Vorbild in Kantone und Mairien (Bürgermeistereien) unterteilt und hatte bei Gründung 72.924 Einwohner.
| Kantone      | Mairien (Bürgermeistereien)                          |
| ------------ | ---------------------------------------------------- |
| Bensberg     | Bensberg, Gladbach, Odenthal, Rösrath                |
| Hennef       | Hennef, Lauthausen, Neunkirchen, Oberpleis, Uckerath |
| Königswinter | Königswinter, Menden, Oberkassel, Vilich             |
| Lindlar      | Lindlar, Engelskirchen, Overath                      |
| Mülheim      | Deutz, Heumar, Merheim, Mülheim, Wahn                |
| Siegburg     | Lohmar, Niederkassel, Siegburg, Sieglar, Wahlscheid  |